# Radio Gaga
Radio Gaga ist ein 2005 erschienener Jugendroman von Katrin Bongard.

## Handlung
Rocco ist von München nach Berlin gezogen, und er hasst die neue Situation in der fremden Großstadt, ohne Freunde und Freundin. Doch dann hörte er sie zum ersten Mal: Die Stimmen von John, Anna, Mika, Bert und Ramona, die Stimmen von Radio Gaga.
Sie senden ein abgedrehtes Programm, frei und unzensiert direkt aus einem gekaperten Wachturm auf dem ehemaligen Todesstreifen.
Rocco ist entschlossen, diese Crew, allen voran Ramona, kennenzulernen. Und als er schließlich selbst dazugehört, beginnt für Rocco trotz der Probleme in seiner scheinbar perfekten Familie die beste Zeit seines Lebens.

## Auszeichnungen
Der Roman Radio Gaga wurde mit dem Peter-Härtling-Preis für Kinder- und Jugendliteratur der Stadt Weinheim ausgezeichnet, der alle zwei Jahre an hervorragende Manuskripte der erzählenden Literatur für Kinder oder Jugendliche vergeben wird.

## Fortsetzungen
- Radio Gaga on Air
- Rocco